# Alberstedt
Alberstedt is een plaats en voormalige gemeente in de Duitse deelstaat Saksen-Anhalt, en maakt deel uit van de Landkreis Saalekreis.
Alberstedt telt 523 inwoners.